# 考異
考異考订史實或书籍版本的异同。
司马光作《资治通鉴》時，著《通鉴考异》三十卷，“参诸家异同，正其谬误而归于一。”。朱熹作《昌黎先生集考异》。胡克家主要作品《文选考异》則師法《昌黎先生集考异》，並著重於考因、内证、训释的方法。清朝钱大昕又有《二十二史考異》。《二十二史考異》系統地考證二十二部正史，尤以《元史》費力極多。1974年出版《文心雕龍考異》。

## 著名的考異作品
- 《文選考異》
- 《資治通鑑考異》
- 《二十二史考異》